# Panhard 24
La Panhard 24 est une automobile de la marque française Panhard, produite de 1963 à 1967. Dernier modèle produit par le constructeur, elle marque la fin de production de la « doyenne des marques » automobiles françaises, doyenne sur le plan mondial.

## Histoire

### Contexte historique
Au lendemain de la guerre, l'envergure de la doyenne des marques automobiles a pris un sérieux coup. Pour pouvoir continuer la production, elle doit se conformer au plan Pons. Heureusement elle débotte un projet quasiment « tout fait » et lance une automobile en aluminium dotée d'un vaillant moteur bicylindre. C’est la Dyna X. Cette petite voiture a de gros avantages, mais elle est chère et les ventes sont très loin de celles des autres constructeurs.
Panhard persiste dans cette démarche et lance la Dyna Z en 1953. Ce lancement est catastrophique, en grande partie à cause de soucis industriels et de son prix de revient. Ce lancement met fortement à mal la trésorerie de l'entreprise qui est obligée, pour se sauver, de laisser Citroën prendre une participation de 25 % dans la société, participation qui monte à 45 % en 1958, juste avant que Panhard ne lance la PL 17, qui n’est autre qu’une simple évolution de la Dyna Z.
En vendant progressivement ses parts, le constructeur du quai d’Ivry (Paris) se retrouve en très mauvaise posture. Citroën permet à la marque de continuer d’exister, notamment en assemblant les Citroën 2CV fourgonnettes dans son usine, tandis que le réseau de distribution, mutualisé, s’est étoffé sans que les ventes ne s’en ressentent. Mais Citroën s'octroie un droit de regard sur tous les projets développés par Panhard.
Panhard doit abandonner l’étude du nouveau moteur à quatre cylindres en étoile qui devait remplacer l'antique bicylindre sous le capot des berlines de moyenne gamme. Pierre Bercot, PDG de l’époque, veut sortir Citroën de son positionnement étrange, le grand écart entre deux seuls modèles : la 2CV et la DS qui a laissé le champ libre à Panhard pour concurrencer les Simca Aronde et Peugeot 403. L’Ami 6 et la nouvelle ID devaient combler une partie du trou dans la gamme, tandis que Citroën pense déjà à la berline de milieu de gamme, le "Projet F" (aussi appelé "AP") qui n’aboutira pas.
Citroën décide d'abandonner définitivement le projet "F" le 14 avril 1967, après avoir dépensé inutilement des millions de francs avant de lancer l'étude du projet "G", la future GS. Les presses pour la carrosserie ayant déjà été commandées à Budd aux États-Unis, ont dû être payées.
Citroën s’oppose à l’étude d’une nouvelle berline Panhard qui viendrait concurrencer ses propres productions. Cependant, quand les autres constructeurs hexagonaux ont des coupés dans leur gamme, Citroën et Panhard n’en proposent pas. L'étude d’un coupé est lancée en imaginant qu'en cas de succès, des déclinaisons en berline et break pourront suivre.
L'étude de style de la carrosserie est confiée à Louis Bionier, dessinateur chez Panhard depuis les années 1930. On lui doit le style Louis XV de la Panhard Dyna X et les rondeurs des Dyna Z et PL 17. Pour le coupé, il s'inspire des derniers modèles italiens aux lignes aérodynamiques avec des surfaces plates et tendues. Certains lui ont trouvé une ressemblance avec la Chevrolet Corvair. Les quatre phares sous vitre seront remarqués... et feront naître des rumeurs pas totalement infondées au niveau des DS.

## Apparition de la 24

### Petit rappel historique

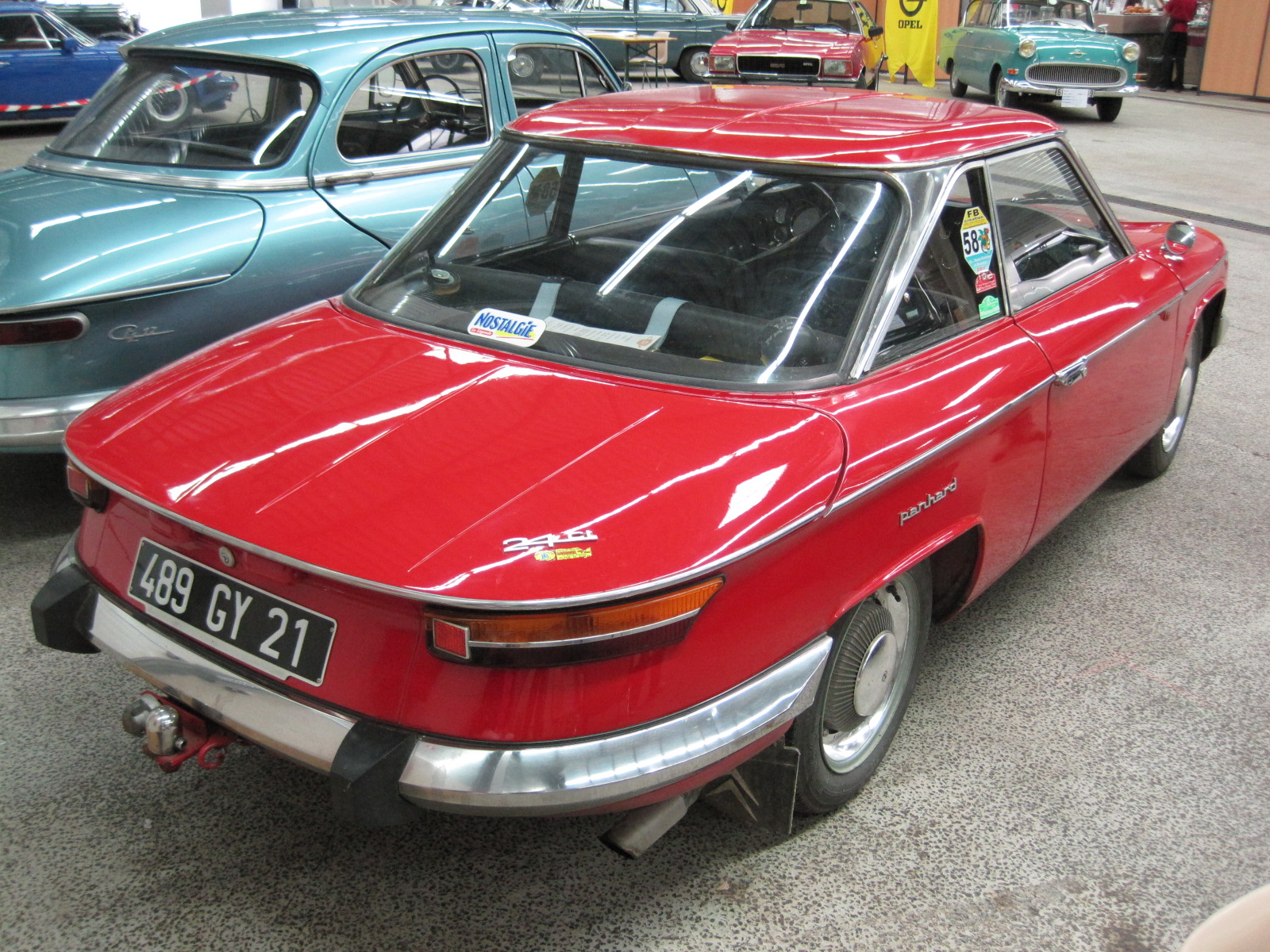
Panhard 24 CT de 1963.

La Panhard 24 est la dernière voiture créée par la société Panhard & Levassor. Cette firme fut la première au monde à se lancer dans la construction en série d'automobiles en 1890.
Après la Seconde Guerre mondiale, Panhard obtient de l'État français la possibilité de produire une voiture en aluminium (pour créer un débouché à ce matériau) par l'intermédiaire du plan Pons (Paul-Marie Pons) et Jean Albert Grégoire : ce sera la Dyna X, suivie de la Dyna Z. Vers 1957, l'aluminium cédera la place à l'acier sur les Dyna Z, puis sur les PL 17, leurs héritières.

### Rapprochement avec la firme Citroën
La branche automobile de Panhard se trouvait en grande difficulté financière, en raison du manque d'une gamme de modèles et d'une gestion trop frileuse et paternaliste. Un rapprochement avec Citroën, amorcé en 1955, scellera le destin de la marque dix ans plus tard, avec une prise de contrôle totale. Citroën, géré à l'époque par Pierre Michelin, depuis sa faillite et sa liquidation judiciaire du 21 décembre 1934, doit compter sur des moyens financiers délivrés parcimonieusement par le groupe Michelin en articulant sa production de berlines sur deux modèles seulement, diamétralement opposés : la 2CV et la DS/ID. Panhard ne propose qu'un unique modèle, la Dyna Z, une voiture de milieu de gamme lancée en 1954, typée sportive, dotée du traditionnel bicylindre à plat refroidi par air de 848 cm3, faisant une quarantaine de chevaux SAE, mais datant de 1947. Les deux gammes se complètent « parfaitement », et la Dyna Z devrait concurrencer sur le marché les Simca Aronde et Peugeot 403, puisque la production étrangère reste bloquée aux frontières par les taxes d'importation.
L'avenir semblait souriant pour Panhard, mais le niveau de production de la « 24 », qui a débuté en 1963, chute à 5 224 voitures en 1966 et à 2 456 en 1967. Les ventes s'effondrent : la dernière Panhard, un coupé 24 B, sera produite le 20 juillet 1967. Le 28 août 1967, l'arrêt de la production est annoncé par un communiqué de presse. Un total de 28 651 voitures du type 24 auront été fabriquées. Citroën organise dès lors une petite production de 2 CV camionnettes, en raison de l'organisation de l'usine, construite sur plusieurs niveaux, ce qui complique la chaîne de montage et limite le débit de fabrication.

### Naissance de la Panhard 24
En 1959, au moment du lancement de la PL 17, Panhard pense déjà à son avenir et au modèle futur qui succédera à la nouveauté. Citroën s'oppose formellement à l'étude d'une nouvelle berline de la marque, qui risquerait de concurrencer ses ID et la future Ami 6. Il est donc décidé de lancer un coupé. C'est une merveille de design et d'ingéniosité si l'on considère le peu de moyens de Panhard et l'impossibilité d'étudier un nouveau moteur, notamment un projet de moteur à 4 cylindres en X. Louis Bionier, dessinateur des Panhard depuis les années 1930, assisté de René Ducassou-Pehau et André Jouan, réalisera là son dernier chef-d'œuvre. Les doubles optiques de phares avant (non orientables) sont protégées par une vitre, principe qui sera repris par la Citroën DS à partir de 1967. Le toit est plat, la face avant est lisse, avec une fine entrée d'air intégrée au pare-chocs et un jonc chromé ceinture toute la carrosserie. La silhouette, très basse et élancée, est une réussite.
Le modèle est présenté à la presse le 24 juin 1963 : une 24 C bicolore quetsche / gris capelinos.
Le coupé fut baptisé « 24 » en référence aux 24 Heures du Mans auxquelles Panhard participa pendant de nombreuses années, y remportant plusieurs victoires à l'indice de performance.

## Conception: une voiture ultra-moderne

### La sécurité, une priorité
Toute la conception de la voiture est axée sur la sécurité. Y participent la caisse ultra rigide, des phares doubles optiques, un pare-chocs enveloppant en inox, des feux arrière débordant sur les flancs, mais protégés par les rebords du coffre, des bourrelets de protection intérieurs, sur le tableau de bord et autour du pavillon, un volant, creusé et rembourré. Les plis de tôle des ailes, du capot, du toit et du coffre augmentent la rigidité de l'ensemble de la carrosserie. Le système d'essuie-glace est puissant. Des ceintures de sécurité sont disponibles en option. Des feux asservis aux feux de position s'allument en bout des accoudoirs quand on ouvre une portière. Enfin, des flèches-tubes en acier, sont intégrées dans les montants du toit pour éviter un écrasement du pavillon en cas de retournement du véhicule.

### Une gamme développée
La gamme est répartie en cinq modèles.

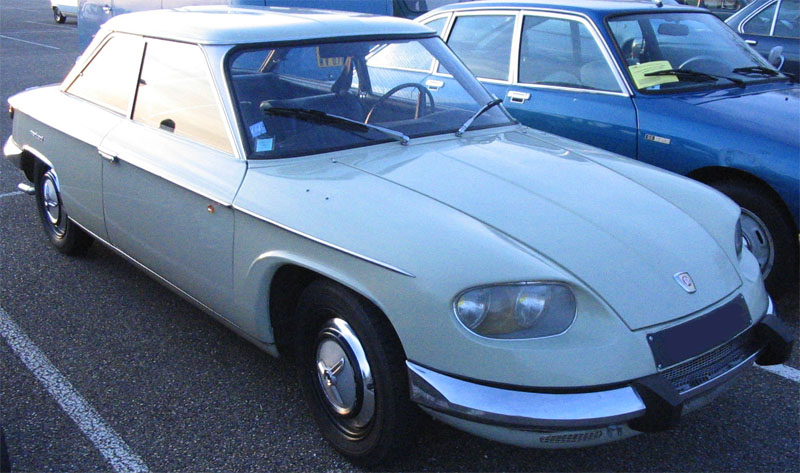
Panhard 24 BT

Au lancement, les châssis courts coupé 2+2 C et CT sont respectivement qualifiés de coach 4-places et coupé 2+2.
- La C est plutôt typée « bourgeoise » avec une sellerie en velours de nylon, elle sera abandonnée après 1964.
- La CT est plus sportive avec un tableau de bord plus complet (compte-tours) et une sellerie en vinyle. Elle dispose d'un moteur plus puissant

Apparus en septembre 1964 peu avant l'arrêt de la berline Panhard 17, les châssis longs coach 4-5 places BA, B et BT sont abusivement dénommés « berlines ».
- La B a un équipement simplifié par rapport à la C et la BT un équipement équivalent à la CT.
- La BA est une tentative de relance du modèle avec une finition très dépouillée, trop dépouillée même, car les clients ne suivent pas.

La structure est considérablement modifiée à l'arrière pour obtenir un châssis long :
- Le plancher est abaissé de 5 cm au niveau des pieds des passagers arrière.
- L'empattement est rallongé de 25 cm, mais la banquette ne recule que de 11 cm. Le coffre gagne donc 14 cm de profondeur en partie basse.
- De plus, le dossier est plus incliné vers l'arrière, l'écart avec le siège avant augmente donc de 16 cm à ce niveau. Le gain en profondeur du coffre est ainsi de 9 cm en partie haute.

Les roues ne forment donc plus d'arches encombrantes à l'arrière sur les côtés de l'assise et du dossier. La garde au toit est meilleure et le coffre est plus volumineux : son volume passe de 350 à 385 dm3.

### Un équipement luxueux
L'équipement est très riche (sauf sur la BA), les sièges avant sont réglables en hauteur, longueur et inclinaison. La banquette des finitions T est rabattable, le miroir de courtoisie du pare-soleil passager est éclairé. La roue de secours se trouve à l'abri de la saleté, dans une trappe sous le coffre très vaste. Les accoudoirs des portes sont prolongés par une lampe s'allumant à l'ouverture. Il y a même un thermomètre d'ambiance sur le couvercle de la boîte à gants. Le volant est réglable en profondeur.
Le chauffage, très ingénieux, est assuré par des prises d'air au niveau des cylindres (comme les 2 CV et Ami 6) mais est distribué grâce à des canalisations ceinturant l'habitacle, soufflant l'air vers le pare-brise, ou la lunette arrière. Il est dirigé par une commande rotative sur le tableau de bord.

## Caractéristiques techniques

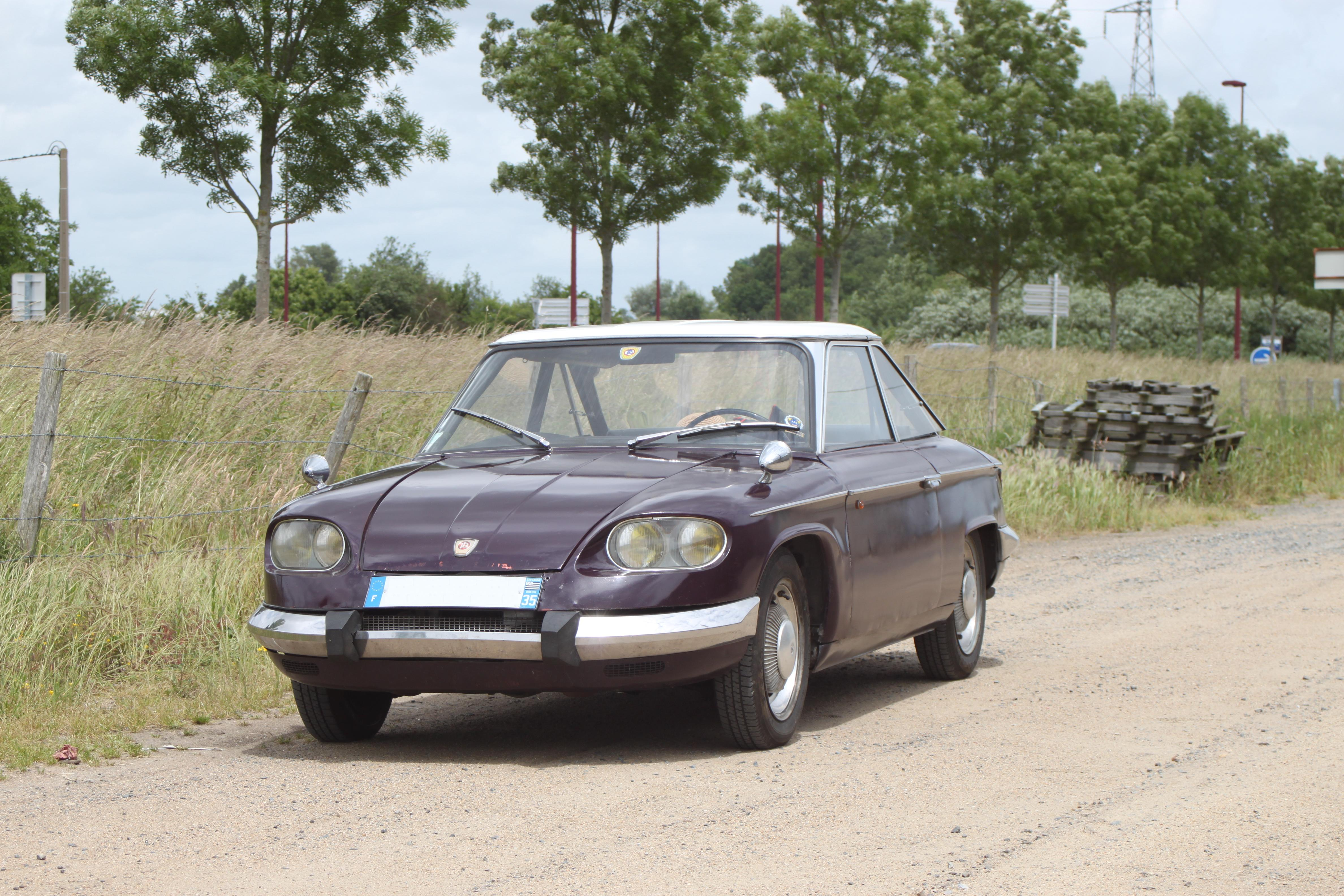
24 CT vue de l'avant.

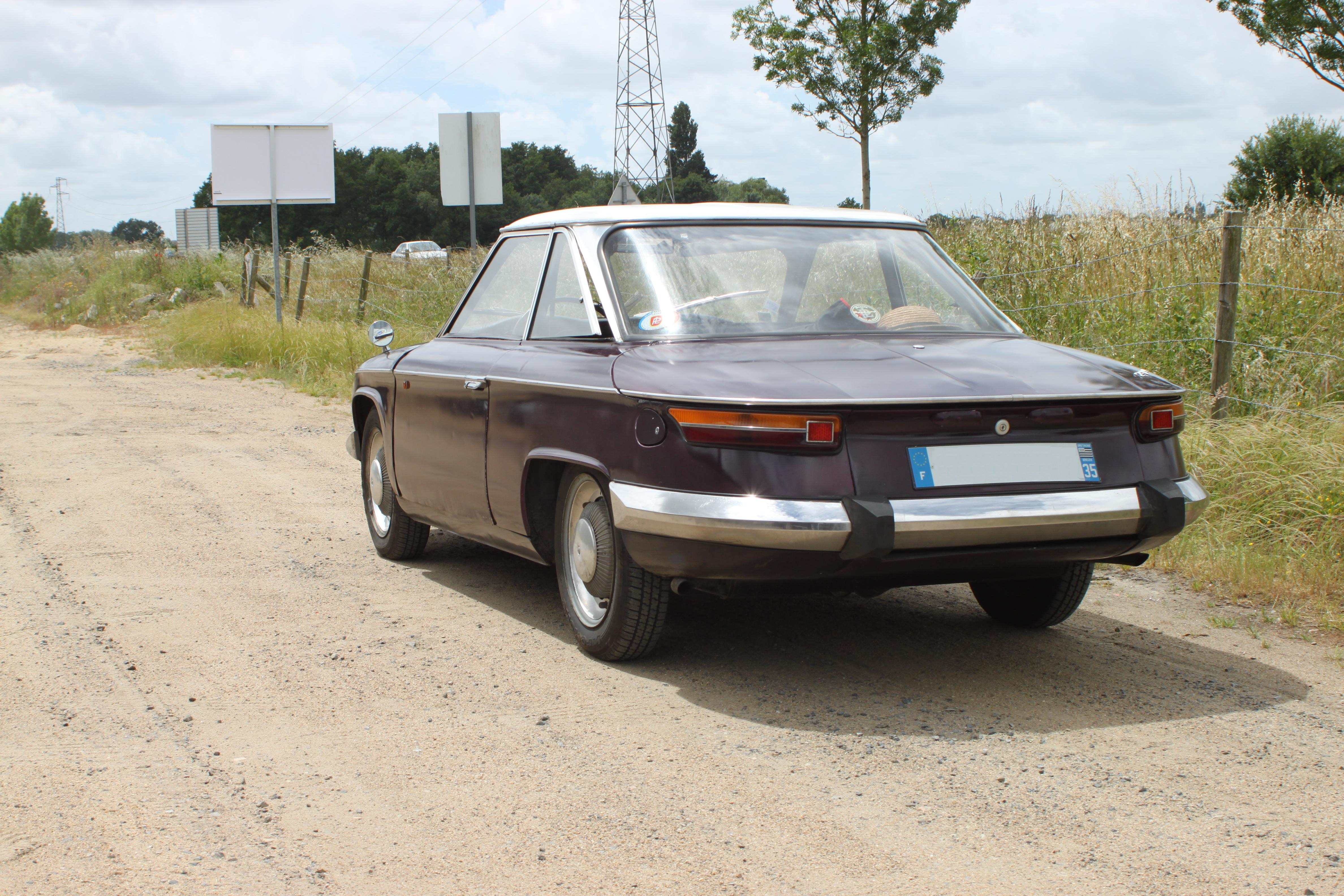
24 CT vue de l'arrière.

### Moteurs
- Bicylindre à plat en porte-à-faux avant refroidi par air avec turbine et carénage intégral. cylindrée : 848 cm3
  - C, B et BA : moteur M8N, 42 ch DIN (50 ch SAE) à 5 250 tr/min, 67 N m à 3 000 tr/min, vitesse maxi : 140 km/h (C) ou 135 km/h (B et BA)
  - CT et BT : moteur Tigre M8S, 50 ch DIN (60 ch SAE) à 5 750 tr/min, 74 N m à 3 300 tr/min, vitesse maxi : 150 km/h ou 147 km/h (BT)
  - CT : moteur Tigre M10S (après 1965), 50 ch DIN (60 ch SAE) à 5 800 tr/min, 78 N m à 3 650 tr/min, vitesse maxi : 160 km/h
- Transmission : boîte de vitesses à 4 rapports synchronisés, marche arrière.

### Châssis
- Caisse autoporteuse soudée, avec une structure en caissons, tubes d'acier et plancher plat. Toit rigide porté par quatre flèches-tubes d'acier qui plongent dans cette structure. Les montants de l'habitacle sont donc fins et réduits à leur plus simple expression, et la visibilité est optimale.
- Suspension avant : roues indépendantes, deux ressorts à lames transversaux superposés, amortisseurs télescopiques ;
- Suspension arrière : roues indépendantes à barres de torsion, amortisseurs télescopiques.

### Freins
Les freins sont à tambours avec une évacuation thermique accélérée (dite « ETA ») ; les tambours, en aluminium, sont dotés d'ailettes de refroidissement à l'extérieur des roues. Le freinage est notoirement insuffisant (car non assisté), et entraîne des vibrations dans le train avant, trop peu guidé par une forte pression du pied sur la pédale, à cause d'un simple bras de guidage du pivot, ancré par simple boulonnage sur la coque de chaque côté.
À partir des modèles 1965, Les BT et CT seront équipées de freins à disques, les roues avant ont même deux étriers par disque. Le freinage, bien que nécessitant un effort important sur la pédale, devient bien plus rigoureux.

## Évolution et fin de la voiture
- 1963 : Lancement des C et CT

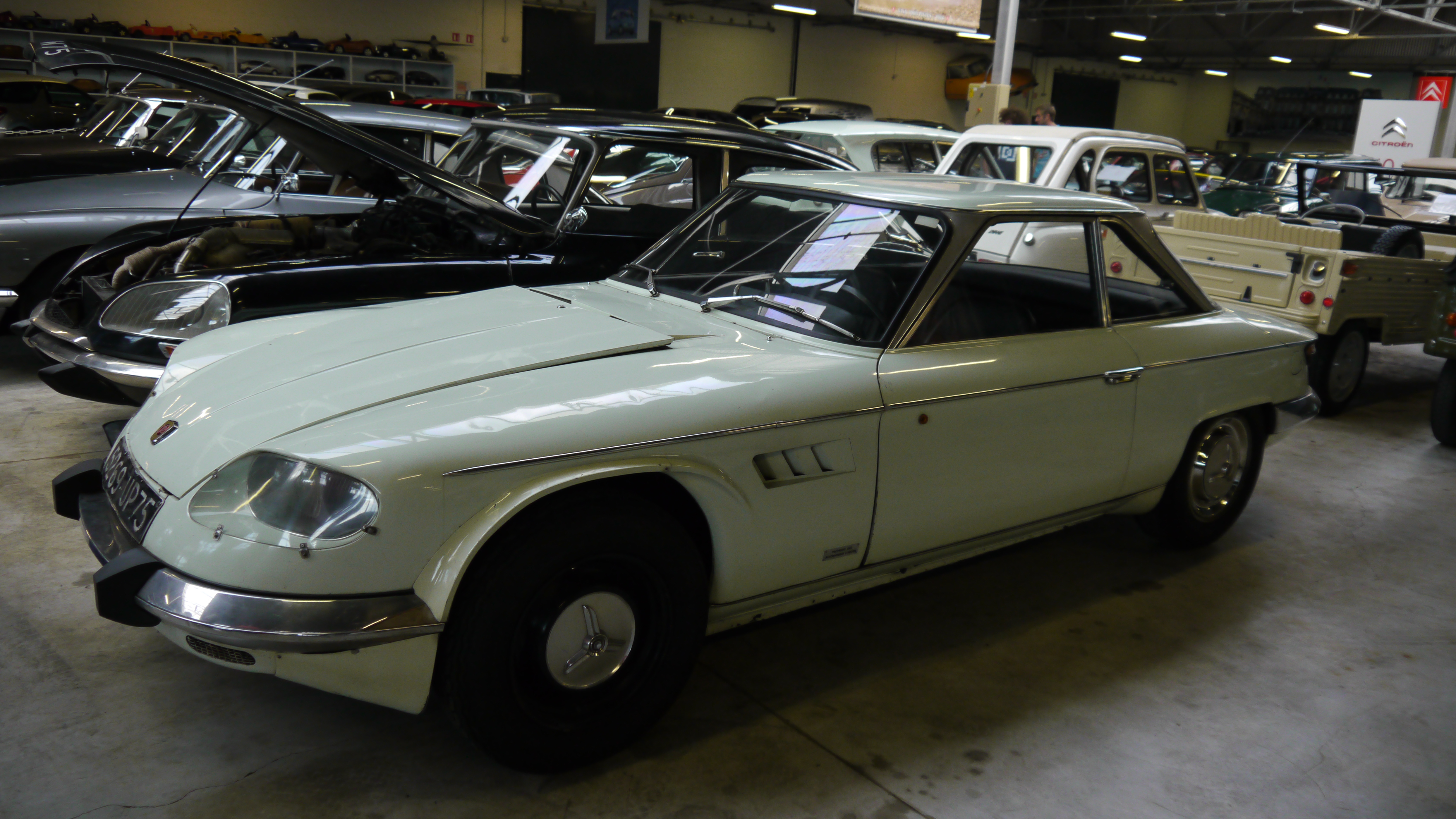
Panhard 24 CT/DS, prototype de 1967 (au Conservatoire Citroën No 109).

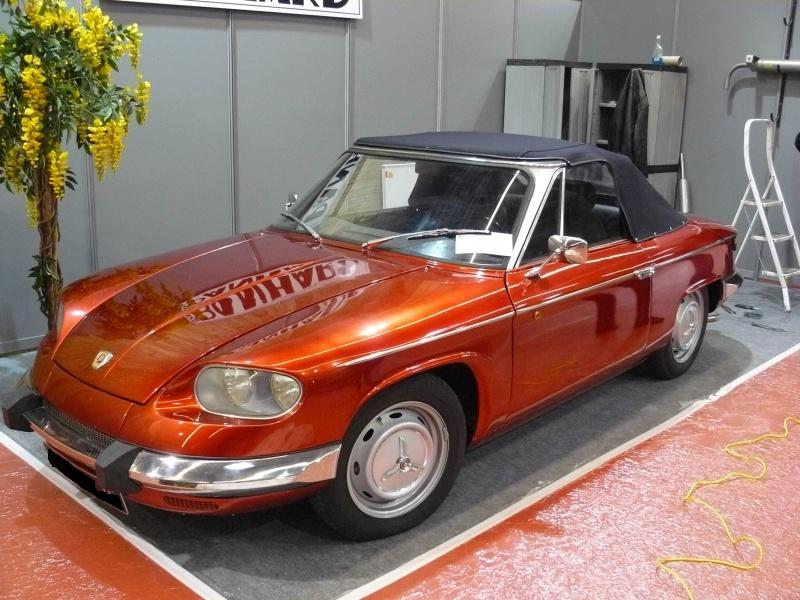
Une Panhard 24 cabriolet, de réalisation artisanale.

- 1964 : Arrêt de la C. Arrivée des versions longues berlines B et BT. La CT reçoit le moteur M10S.
- 1965 : Lancement de la berline BA.
- 1966 : Arrêt des BA. La production des 24 cesse le 20 juillet 1967.

Panhard avait prévu une berline 4-portes, espérant un revirement de Citroën, et aussi envisagé un cabriolet et un break. Tous ces projets tomberont à l'eau. Les bureaux d'étude se verront même refuser des projets d'hybridation, moteur DS et châssis mixte DS et 24 sous caisse de 24 ; ou encore DS avec moteur de 24. Il fut même testé un véhicule équipé du moteur et des suspensions de la Citroën SM et carrossé avec une caisse de 24 développant 240 ch DIN pour près de 240 km/h.
Rares sont les marques automobiles dont l'ultime modèle fut un dernier véhicule aussi inédit et abouti mais avec des défauts par manque d'essais et de développement.
Certains amateurs verront dans la Citroën GS, une héritière directe de l'union Panhard-Citroën. Ce fut en effet une voiture dotée d'un 4-cylindres à plat refroidi par air (dont le projet dérivait de deux flat twin Panhard ou Citroën Ami 6 accolés mais à deux simples arbres à cames en tête commandés par des courroies crantées comme les Glas et Fiat 124 Sport), équipée de la suspension hydropneumatique simplifiée et habillée d'une carrosserie aérodynamique inspirée des projets de Pininfarina.

## Chiffres de production

### Production par modèle
- C : 1.623
- CT : 14.181
- B : 2.037
- BA : 161
- BT : 10.649

### Production par année
- 1964 : 10.091
- 1965 : 10.880
- 1966 : 5.224
- 1967 : 2.456

## Conduite et entretien
Globalement, la 24 est une voiture très appréciée : elle est assez vive et dynamique (sur le plat), consomme environ 6 l/100 km et son comportement routier est impérial. Le problème vient de sa motorisation, très bruyante à haut régime, modeste en regard de sa ligne sportive et élégante. Techniquement, ce moteur datant de 1947 a été poussé dans ses derniers retranchements par les ingénieurs Panhard, c'est un moteur à haut rendement, permettant de hautes performances, développant 60 ch SAE pour 850 cm3, (soit 70 ch au litre de cylindrée, donc 140 ch pour 2 000 cm3, en extrapolant, ce qui est remarquable), mais avec des économies de moyens entraînant une baisse progressive de la fiabilité au fur et à mesure de son évolution. À titre de comparaison, la Renault Dauphine développait 30 ch SAE pour la même cylindrée. Le moteur ne s'exprime que dans les hauts régimes et manque beaucoup de souplesse, cela est dû à un manque de couple à bas régime. Cette mécanique est à la fois très sophistiquée et archaïque. On peut dire que ce magnifique coupé n'a pas bénéficié du moteur qu'il aurait mérité. Le respect de l'entretien est primordial, ne pas maîtriser toutes ses subtilités entraîne une dégradation rapide du moteur et de la boîte.
Ces autos nécessitaient un entretien scrupuleux. Par exemple, elles étaient dépourvues de filtre à huile, la filtration se faisant par un système centrifuge efficace, cependant les larmiers (orifices d'évacuation) se bouchaient progressivement avec les impuretés. Le nettoyage des larmiers devait se faire tous les 50 000 km, ce qui entraînait la dépose et le démontage complet du moteur. La vidange et les graissages se faisaient environ tous les 5 000 km.
Le synchro de première et celui de quatrième étaient extrêmement faibles, ce qui entraînait des passages de vitesses difficiles et aléatoires, dignes d'un pilote de course.
Les caisses des Panhard souffraient d'une corrosion typique des autos de cette époque (pas de traitement par cataphorèse), accentuée par la présence d'une structure en caissons de tôles non traitées et non perforées pour évacuer l'humidité.

## Cotes récentes
Les prix des 24 selon leur état : de l'épave au véhicule en état concours, cela donne[Où ?][Quand ?] :
- C : 1 200 à 7 000 euros
- CT : 1 800 à 9 000 euros
- BA : 900 à 4 800 euros
- B : 900 à 5 500 euros
- BT : 1 100 à 6 500 euros